# یواس‌اس فیچتلر (دی‌یی-۱۵۷)

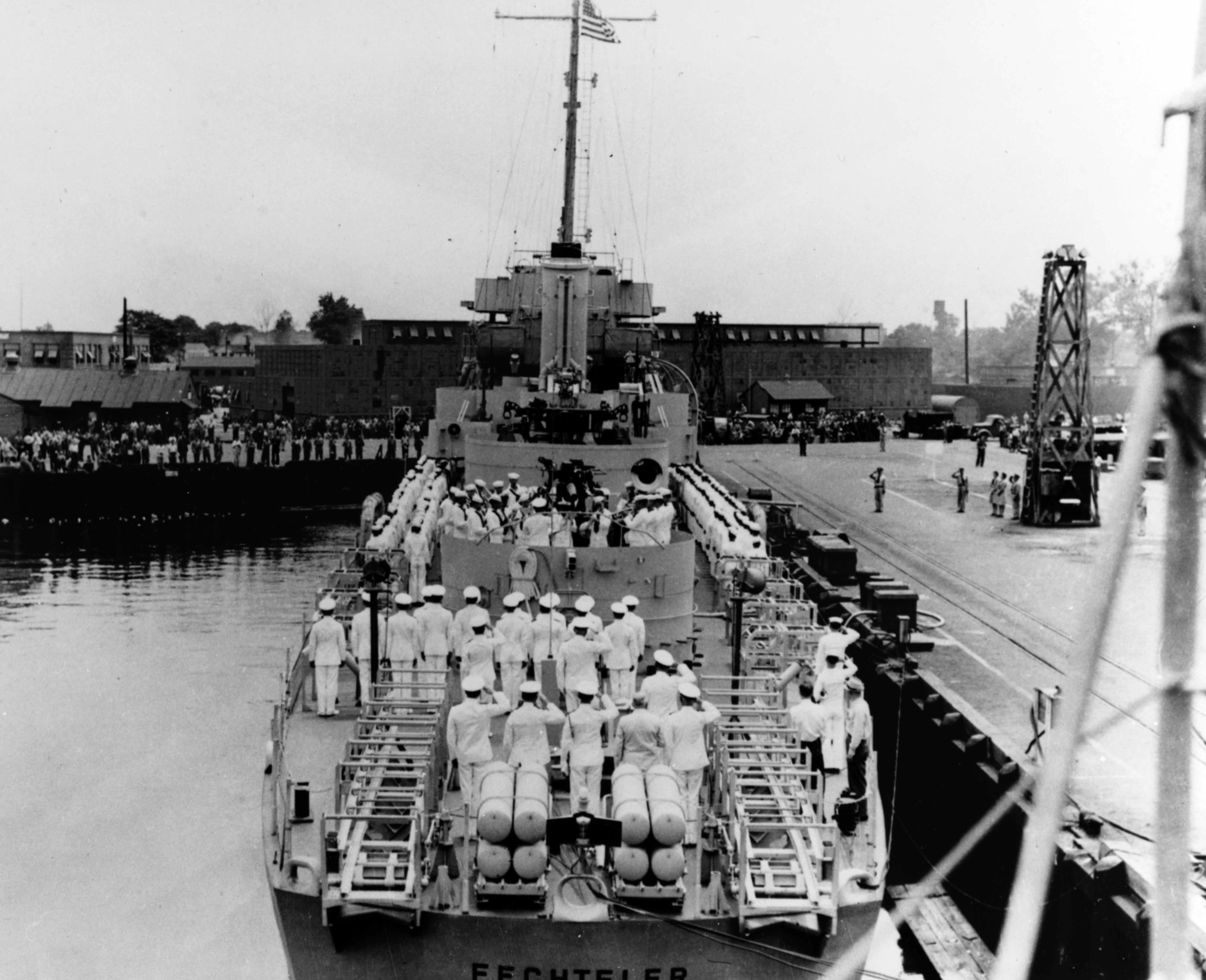
زیردریایی یواس‌اس فیچتلر در سال ۱۹۴۳

یواس‌اس فیچتلر (دی‌یی-۱۵۷) (به انگلیسی: USS Fechteler (DE-157)) یک زیردریایی بود که طول آن ۳۰۶ فوت (۹۳ متر) بود. این زیردریایی در سال ۱۹۴۳ ساخته شد.